# Maynard Ferguson

Maynard Ferguson

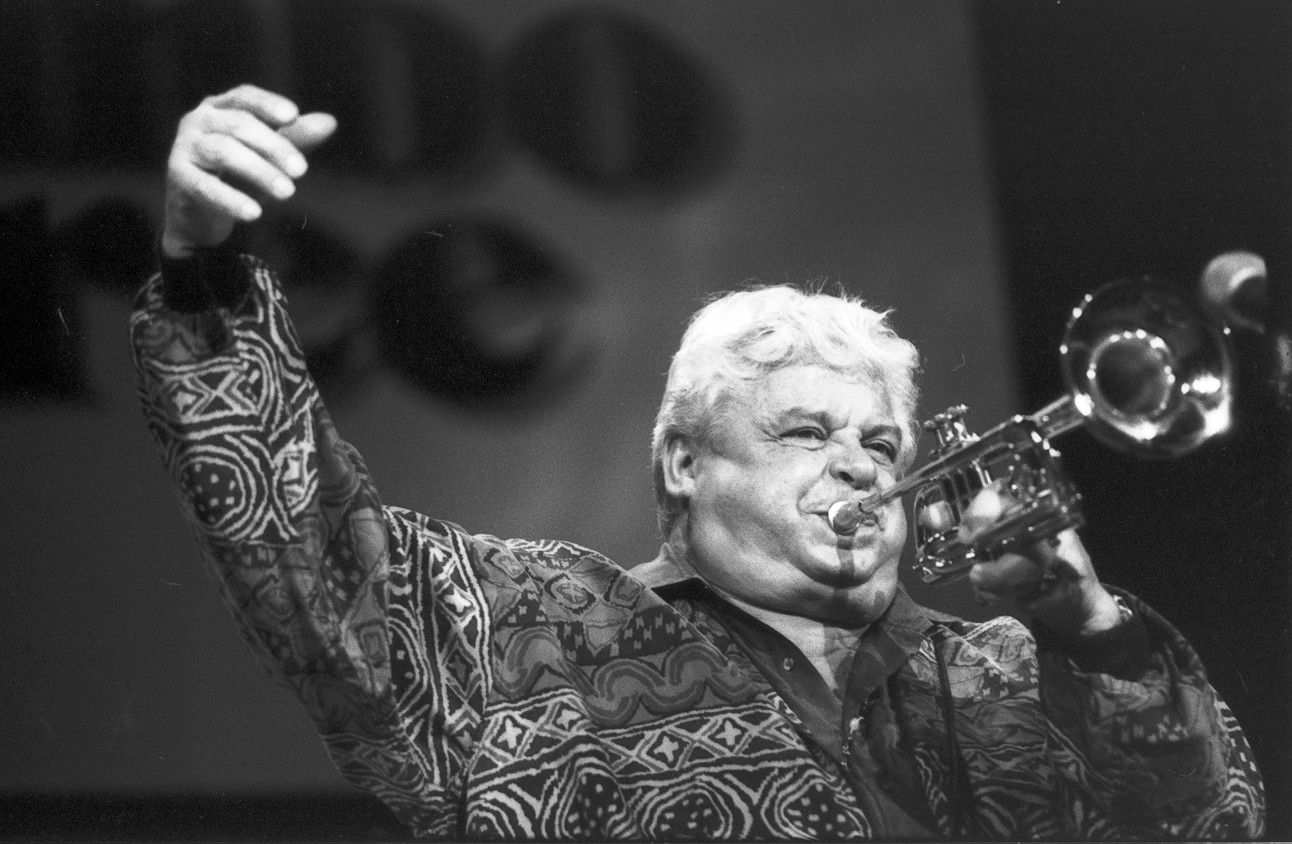
Maynard Ferguson (1991)

Walter „Maynard“ Ferguson (* 4. Mai 1928 in Verdun (heute Teil von Montreal); † 23. August 2006 in Ventura, Kalifornien) war ein kanadischer Jazz-Trompeter und Flügelhornist. Er galt als „High-Note“-Spezialist und war für seinen großen Tonumfang berühmt.

## Leben
Schon in jungen Jahren entdeckte Ferguson seine Liebe zur Musik. Angeregt durch seine Eltern lernte er ab seinem vierten Lebensjahr Klavier und Violine. Im Alter von neun Jahren entdeckte er die Trompete für sich und mit 13 Jahren trat er bereits mit dem Canadian Broadcasting Corporation Orchestra auf, mit 15 spielte er mit eigener Band als Vorgruppe zu durchreisenden Bands. Bevor er jedoch seine berühmten Wolkenkratzerkaskaden auf der Trompete spielte, machte er sich auch als veritabler Ventilposaunist einen Namen. Er entschied sich jedoch dann endgültig für die Trompete. Mit seiner Energie und seiner Virtuosität zog er die Aufmerksamkeit diverser berühmter Bandleader auf sich und wurde schließlich mit 22 Jahren in das Stan Kenton Orchestra aufgenommen, in dem er von 1950 bis 1953 mitspielte, wie bei dessen Album New Concepts of Artistry in Rhythm. Ebenso wirkte er bei Shorty Rogers’ frühen Album Cool and Crazy (1953) mit. Mitte der fünfziger Jahre gründete er sein erstes eigenes Orchester, das sich in der Tradition des Basie-Klassizismus sah und swingenden, einfachen, blues- und beatorientierten, aber dennoch vitalen wie instrumentalisch spannenden Jazz machte.

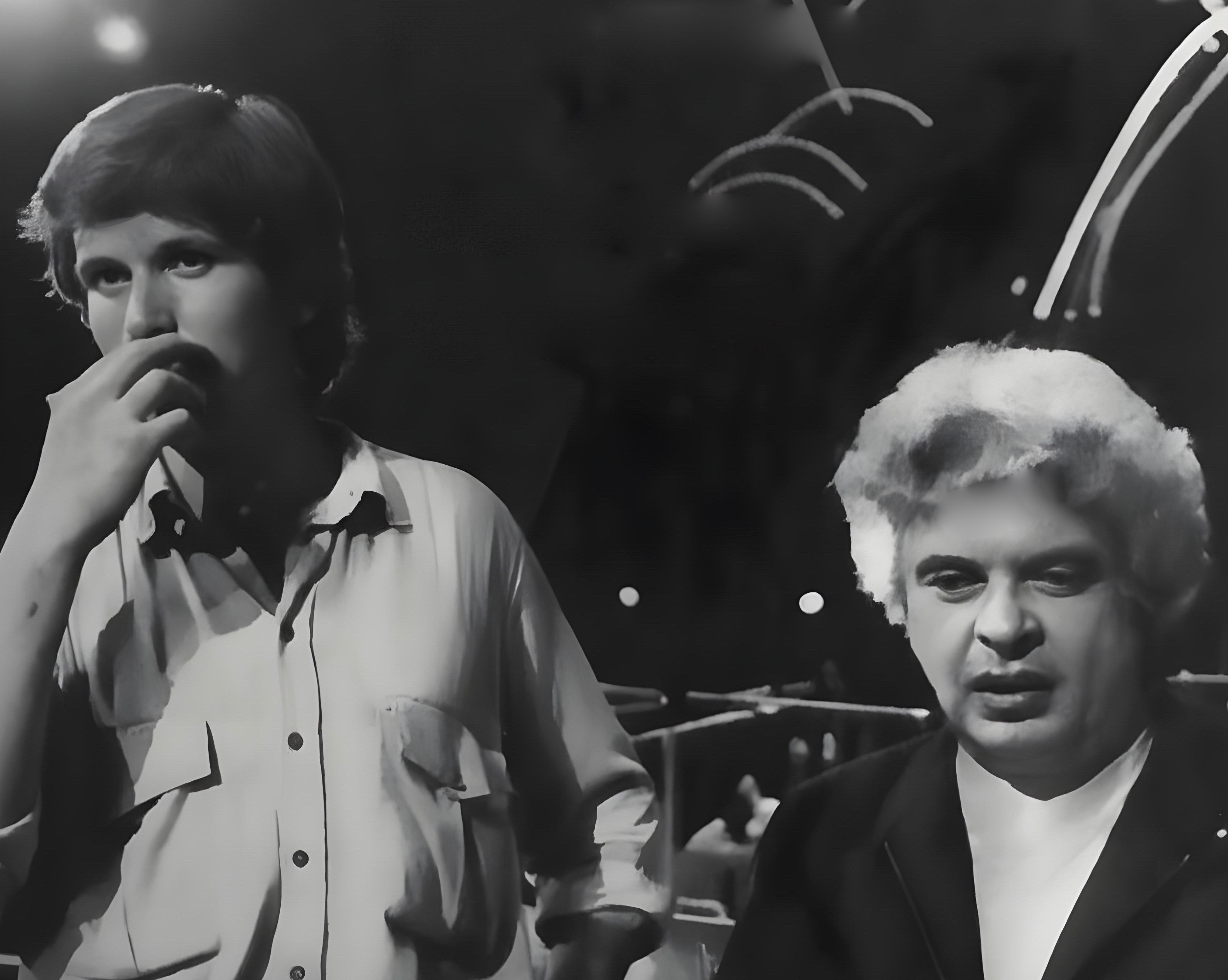
Ferguson mit Orchesterleiter Pino Presti (Rai 2 1977)

Danach wandte er sich der Filmmusik zu und nahm einige Soundtracks für Paramount Pictures auf. In Hollywood hatte er auch mit West-Coast-Jazzern zusammengespielt. Ebenso spielte er unter anderem im New York Philharmonic Orchestra unter Leonard Bernstein William Russos The Titans.
In den 60ern und Anfang der 70er lebte Ferguson in Spanien, England und Indien und tourte mit eigenen Bands, z. T. sogar Bigbands. Seine Version von MacArthur Park wurde berühmt und Aufträge zogen ihn erneut in seine Heimat. 1974 entschloss er sich in die USA zurückzukehren. Mit Gonna Fly Now aus dem US-Spielfilm Rocky, im damals angesagten Disco-Sound, feierte er seinen endgültigen Durchbruch als massentauglicher Jazztrompeter, denn die Single erreichte die amerikanischen Top-40, das dazugehörige Album Conquistador bekam Gold, und er wurde 1978 für den Grammy nominiert.
Lange Zeit war Ferguson im Jazz der High-Note-Trompeter schlechthin. Er spielte ebenfalls Posaune, hatte in diesem Bereich aber nur als Mitentwickler einer kombinierten Ventilzugposaune Bedeutung. 1997 wurde er in Anerkennung seiner Leistungen in die Canadian Music Hall of Fame aufgenommen.
Am 23. August 2006 starb Ferguson im Alter von 78 Jahren an einem Leber- und  Nierenversagen.

## Rezeption
Fergusons Freundschaft mit Timothy Leary fand einen belletristischen Niederschlag in T. C. Boyles Roman Das Licht (2019).

## Diskografie

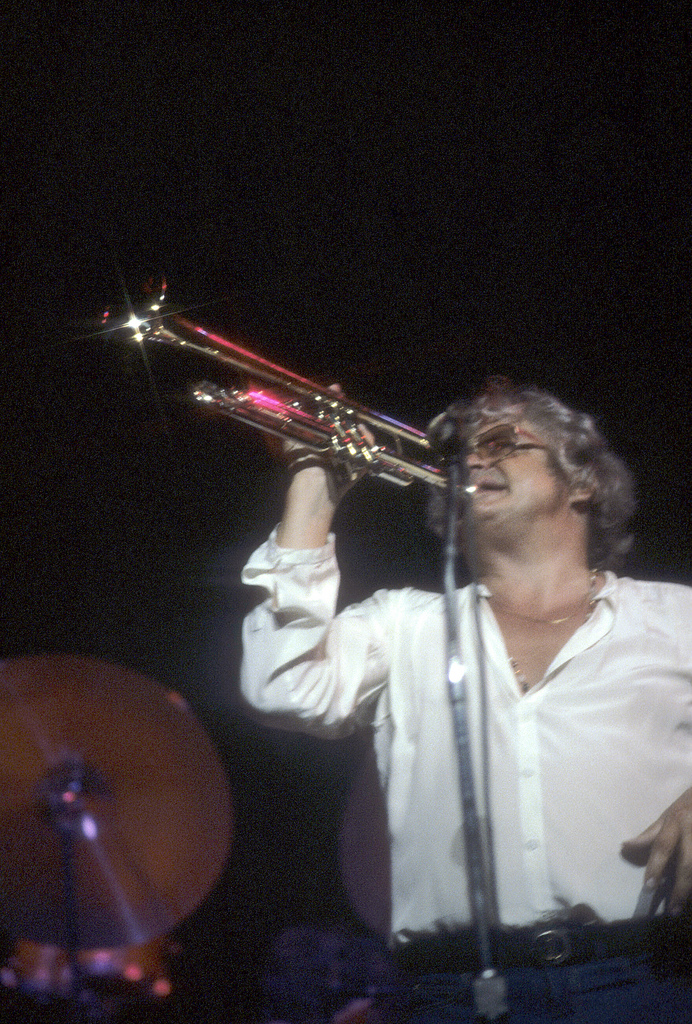
Maynard Ferguson (1978)

### Alben
| Jahr | Titel         | Höchstplatzierung, Gesamtwochen, AuszeichnungChartsChartplatzierungen (Jahr, Titel, Platzierungen, Wochen, Auszeichnungen, Anmerkungen) | Anmerkungen      |
| Jahr | Titel         | US | Anmerkungen      |
| ---- | ------------- | --- | ---------------- |
| 1973 | M.F. Horn/3   | US128 (8 Wo.)US |                  |
| 1976 | Primal Scream | US75 (14 Wo.)US |                  |
| 1977 | Conquistador  | US22 Gold · (26 Wo.)US | Columbia Records |
| 1977 | New Vintage   | US124 (268 Wo.)US |                  |
| 1978 | Carnival      | US113 (9 Wo.)US | Columbia Records |
| 1979 | Hot           | US188 (3 Wo.)US |                  |
| 1980 | It’s My Time  | US188 (2 Wo.)US |                  |
| 1982 | Hollywood     | US185 (4 Wo.)US |                  |

Weitere Alben
- Jazz Masters 52: Maynard Ferguson (Verve Records, 1951–1957)
- The New Sounds of Maynard Ferguson and His Orchestra (Fresh Sound, 1964)
- Dues (Mainstream Records, 1972)
- Chameleon (Columbia Records, 1974)
- Maynard Ferguson (Columbia Records, C31117)
- Live from San Francisco (Rhino, 1983)
- These Cats Can Swing (Concord Records, 1994) mit Tom Garling
- One More Trip to Birdland (Concord, 1996)
- Brass Attitude (Concord, 1998)

### Als Sideman
Mit Stan Kenton
- Innovations in Modern Music (Capitol, 1950)
- Stan Kenton Presents (Capitol, 1950)
- New Concepts of Artistry in Rhythm (Capitol, 1953)
- Popular Favorites by Stan Kenton (Capitol, 1953)
- Sketches on Standards (Capitol, 1953)
- This Modern World (Capitol, 1953)
- The Kenton Era (Capitol, 1940–54, [1955])
- Kenton in Hi-Fi (Capitol, 1956)
- The Innovations Orchestra (Capitol, 1950–51 [1997])

### Singles
| Jahr | Titel Album                                   | Höchstplatzierung, Gesamtwochen, AuszeichnungChartsChartplatzierungen (Jahr, Titel, Album, Platzierungen, Wochen, Auszeichnungen, Anmerkungen) | Anmerkungen |
| Jahr | Titel Album                                   | US | Anmerkungen |
| ---- | --------------------------------------------- | --- | ----------- |
| 1977 | Gonna Fly Now (Theme From Rocky) Conquistador | US28 (13 Wo.)US |             |
| 1979 | Rocky II Disco Hot                            | US82 (4 Wo.)US |             |